# Sabatieria exilis
Sabatieria exilis is een rondwormensoort uit de familie van de Comesomatidae. De wetenschappelijke naam van de soort is voor het eerst geldig gepubliceerd in 2009 door Botelho, Da Silva, Sobral & Fonseca-Genevois.